# Supercoppa brasiliana 2015 (pallavolo maschile)
La Supercoppa brasiliana 2015 si è svolta il 6 novembre 2015: al torneo hanno partecipato due squadre di club brasiliane e la vittoria finale è andata per la prima volta all'Associação Social e Esportiva Sada.

## Regolamento
Le squadre hanno disputato una gara unica.

## Squadre partecipanti
| Squadra | Qualificazione                       | Ultima partecipazione |
| ------- | ------------------------------------ | --------------------- |
| Funvic  | Vincitrice Coppa del Brasile 2015    | Debutto               |
| Sada    | Vincitrice Superliga Série A 2014-15 | Debutto               |

## Torneo
| 6 novembre 2015 Ginásio Ayrton Senna, Itapetininga Durata: ? - Spettatori: ? | Sada | 3 - 0 | Funvic | 33-31, 25-14, 25-21 |